# 戸沢暢美
戸沢 暢美（とざわ まさみ）1959年生まれ〜2012年3月1日没は、日本の作詞家。
1980年代中盤から女性アイドルやガールポップ系の楽曲の作詞を中心に活動。SMAP、嵐などジャニーズ関連の作詞も手がけた。
2012年3月、食道癌のため死去。生前からの意思に基づき、災害などで親を亡くした子どもたちや青少年の健全な育成や教育の確保をはかる目的で、同年2月17日に「一般財団法人 戸沢暢美財団」を設立、理事に就任。本人の没後も戸沢暢美財団（戸沢財団）として、戸沢の遺志の実現に努めている。
短編小説集「あさき夢見し」（幻冬舎ルネッサンス刊）がある。

## おもな作品

### あ行
- 相田翔子
  - ゆりかごを揺すられて（1998年）
- 新居昭乃
  - Ring Ring（1987年）
- 嵐
  - 感謝カンゲキ雨嵐（2000年）
  - 愛と勇気とチェリーパイ（2001年）
  - Deepな冒険（2001年）
  - サワレナイ（2001年）
  - On Sunday（2001年）
  - ナイスな心意気（2002年）
  - Easy Crazy Break Down（2002年）
  - 愛していると言えない（2002年）
- 伊藤智恵理（すべて1987年）
  - パラダイス・ウォーカー
  - トキメキがいたくて
  - 雨に消えたあいつ

デビューアルバム『HELLO』（1987年）全曲の作詞を担当
- 井上麻美
  - 青春はちっぽけな僕たち（1991年）
  - 君が痛みと呼ぶもの（1991年）
  - サヨナラは君の空に（1992年）
- 今井美樹
  - 静かにきたソリチュード（1988年）
  - キスより 吐息より（1988年）
  - Boogie-Woogie Lonesome High-Heel（1989年）
- Wink
  - All Night Long（1990年）

### か行
- COLOR
  - Why?（1999年）
- KinKi Kids
  - 仮病をつかおう（1998年）
  - スッピンGirl（1998年）
  - 元気がくたくた（1999年）
  - ふらいんぐ・ぴーぷる'99（1999年）
  - Back Fire（2000年）
  - 欲望のレイン（2000年）
  - LOVESICK（2001年）
  - Broken冷蔵庫（2001年）
- 工藤静香
  - 奇跡の肖像（1989年）
  - 夢うつつジェラシー（1989年）
  - 瞬間の海（1990年）
- 國府田マリ子
  - 僕らのステキ（1994年）
  - みみかきをしていると（1995年）
  - アルバム『Pure』（1994年）4曲の作詞担当
  - アルバム『Vivid』（1995年）自作詞2曲以外すべての作詞を担当

### さ行
- 佐倉しおり
  - ZOOM（1987年）
  - Relax（1989年）
- 少年隊
  - いちばん小さなプラネタリウム（1986年）※日本語詞
  - HEARTS（1986年）※日本語詞
  - My Little Simple Words（1986年）
  - ペパーミント夢物語（1986年）
  - 君がいない（1987年）
  - My Dear Mrs. Las Vegas（1989年）
  - ダンス ダンス ダンス （1990年）
  - 失われたすべての昨日（1990年）
  - Danceいっぱつ（1993年）
  - だんぜん愛さ（1993年）
- 杉山清貴
  - 僕のシャツを着てなさい（1994年）
- SMAP
  - ポケットに青春のFUN FUN FUN（1993年）
  - 日曜日のアニキの役（1993年）
  - スポーツしよう（1994年）
  - 涙もろいWoman（1994年）
  - KANSHAして（1995年）
  - ルーズなMorning（1995年）
  - 人知れずバトル（1995年）
  - 胸さわぎを頼むよ（1996年）
  - 恋にうつつのCrazy（1996年）
  - マラソン（1996年）
  - 波風も悪くない（1996年）
  - たいせつ（1998年）

### た行
- 谷村有美
  - がんばれブロークン・ハート（1989年）
  - 愛は元気です。（1991年）
  - Pajama Days（1991年）
- 田山真美子
  - 春風のリグレット（1990年）
- CHA-CHA
  - 僕のせいいっぱい（1989年）

### な行
- 1986オメガトライブ
  - I'll Never Forget You（1986年）
- 西田ひかる
  - 恋は白いTシャツ（1989年）

### は行
- 林田健司
  - 花に水やるラヴ・ソング（1995年）

### ま行
- 松本伊代
  - 言えなくて（1986年）
  - ルージュの選択（1986年）
  - Kiss And Whisper（1986年）
  - きれいな涙（1986年）
  - 泣かないでギャツビー（1989年）
- まりや（林原めぐみ）
  - あこがれ（1998年）
- 南野陽子
  - 私の中のヴァージニア（1986年）
  - 話しかけたかった（1987年）
  - すみれになったメモリー（1987年）
  - カナリア（1987年）
  - どうやって愛したらいいの?（1988年）
  - 月見草幻想（1989年）
  - 知ってると思ってた（1989年）
  - 宝石だと思う〜ノエルの丘で〜（1989年）
  - 6pm, 24, DEC.（1989年）
- 森口博子
  - 虹の日（作曲：上田知華　1991年）
  - 嵐のあとのソリティア（作曲：上田知華　1991年）
  - ガラスのオルゴール（作曲：上田知華　1991年）
  - I'll NEVER KISS YOU AGAIN（作曲：羽田一郎　1992年）

### や行
- 山下久美子
  - ベジタリアン（1997年）
- 結城梨沙
  - ピュアストーン（1987年）
  - Push!（1987年）
- ゆうゆ
  - 左胸あたり（1988年）
- 芳本美代子（すべて1987年）
  - ヴァニティ・ナイト
  - 東京Sickness
  - Heroes

アルバム『I'm the one』（1987年）全曲の作詞を担当

### わ行
- 和久井映見
  - 抱きしめたいのはあなただけ（1992年）
- 渡辺満里奈
  - 胸がいっぱい（1989年）
  - 新しい気持ち（1990年）
- 渡辺美里
  - 死んでるみたいに生きたくない（1985年）
  - eyes（1985年）
  - 19歳の秘かな欲望（1988年）